# Marcel Schatz
Marcel Schatz fue un escalador y físico francés. Como escalador, uno de sus mayores logros fue formar parte del grupo de alpinistas franceses que conoraron por primera vez una cumbre de más de 8.000 metros, el Annapurna, en Nepal.

## Biografía
Schatz es físico de profesión y alpinista aficionado. Tuvo un habitual compañero de escalada, Jean Couzy, desde que se conocieron en 1946·.
Mientras que dirige una fábrica de ropa, decide participar en compañía de Jean Couzy, en la segunda expedición francesa al Himalaya, en  1950. Esta expedición dirigida por Maurice Herzog ganó el Annapurna, el primero de 14 picos de más de ocho mil metros conquistado el mundo. Mientras intentaba bajar con sus cuatro compañeros (Maurice Herzog, Louis Lachenal, Gaston Rébuffat y Lionel Terray, algunos de los cuales ya se les habían congelado las extremidades), sin rastro, agotados y sperdido en la niebla, se encontró in extremis y tuvo que regresar de vuelta al campamento más cercano
Sin embargo, abandonó el montañismo al poco tiempo de la expedición, para dedicarse por completo a la física. Fue uno de los científicos que participó en la puesta a punto de la primera bomba atómica francesa.